# Another World (singel Gackta)
ANOTHER WORLD – dziewiąty singel japońskiego artysty Gackta, wydany 5 września 2001 roku. Gackt wykorzystał oba utwory jako wprowadzenie i czołówkę do MOON Project, podczas gdy teledysk promocyjny do ANOTHER WORLD został wykorzystany jako zapowiedź do filmu Moon Child 2003, w którym zagrał. Teledysk został nakręcony w Hongkongu. 
Sukces i popularność ANOTHER WORLD przerósł nawet powodzenie piosenki Vanilla z 1999 roku. Singel osiągnął 2 pozycję w rankingu Oricon i pozostał na listach przebojów przez 17 tygodni, z tego 8 tygodni w TOP20. Sprzedano 284 550 egzemplarzy.

## Lista utworów
Wszystkie utwory zostały napisane i skomponowane przez Gackt C.
| Nr | Tytuł                                                                      | Aranżacja           | Czas |
| -- | -------------------------------------------------------------------------- | ------------------- | ---- |
| 1. | "ANOTHER WORLD"                                                            | Gackt.C, chachamaru |      |
| 2. | "Fragrance"                                                                | Gackt.C, chachamaru |      |
| 3. | "ANOTHER WORLD" (Instrumental) (jap. ANOTHER WORLD(インストゥルメンタル）) | Gackt.C, chachamaru |      |